# Montfort-en-Chalosse
Montfort-en-Chalosse (gaskonsko Monthòrt) je naselje in občina v jugozahodnem francoskem departmaju Landes regije Akvitanije. Leta 2009 je naselje imelo 1.159 prebivalcev.

## Geografija
Kraj leži v pokrajini Gaskonji 18 km vzhodno od Daxa.

## Uprava
Montfort-en-Chalosse je sedež istoimenskega kantona, v katerega so poleg njegove vključene še občine Cassen, Clermont, Gamarde-les-Bains, Garrey, Gibret, Goos, Gousse, Hinx, Louer, Lourquen, Nousse, Onard, Ozourt, Poyanne, Poyartin, Préchacq-les-Bains, Saint-Geours-d'Auribat, Saint-Jean-de-Lier, Sort-en-Chalosse in Vicq-d'Auribat z 11.314 prebivalci (v letu 2009).
Kanton Montfort-en-Chalosse je sestavni del okrožja Dax.

## Zgodovina
Naselbina je nastala kot srednjeveška bastida pod Plantageneti v 13. stoletju.

## Zanimivosti
- cerkev sv. Petra iz 13. stoletja,
- pokrajinski muzej "Musée de la Chalosse", nekdanja graščina Carcher iz 17. stoletja, s predstavitvijo kmetijstva in vinogradništva 19. stoletja.